# Ouroup
Pour la rivière de Russie, voir Ouroup (rivière).
Ouroup (en russe Уруп Urup, en japonais ウルップ島/得撫島 Urupputô) est une île inhabitée de l'archipel des îles Kouriles. Après une période de souveraineté japonaise incontestée (1875-1945), elle est rattachée depuis 1947, avec l'archipel entier, à l'oblast de Sakhaline en Russie. Souvent décrite comme l'île la plus au sud des Kouriles septentrionales (北千島 Kitachishima), il est arrivé qu'elle soit classée, notamment au Japon, parmi les Kouriles centrales (中千島 Nakachishima), voire les Kouriles méridionales (南千島 Minamichishima).

## Géographie
L'île est allongée selon un axe nord-est sud-ouest : elle s'étire sur 116 km du cap Van der Lind au Castricum et sa superficie est de 1 430 km2. Ouroup compte 4 alignements volcaniques avec 25 volcans dont 4 actifs. Le point culminant se situe au mont Vyssokaïa (1 426 mètres).

## Historique

### Avant le 20esiècle
Ouroup est peuplée en premier par les Aïnous, le peuple autochtone des Kouriles, de Sakhaline et d'Hokkaido. La première mention d'une visite par les Européens date de 1643 par un navire de la compagnie néerlandaise des Indes orientales commandée par Maarten Gerritsz Vries, probablement à la recherche de fourrures. Sur une carte officielle de 1644, l'île apparaît comme un territoire du clan Matsumae, une des seigneuries de la période Edo du Japon. Le shogunat des Tokugawa confirme cette possession en 1715 et l'île est administrée depuis l'île de Kounachir à partir de 1756.
Les premiers trappeurs russes apparaissent à la fin du XVIIIe siècle, à la recherche d'otaries. Des confrontations éclatent entre les Russes et les Aïnous en 1772 et la Russie se retire pour un temps. Dans l'ouvrage Voyages & découvertes faites par les Russes de G.F. Muller, paru en 1766, une description des Kouriles indique que l'île est peuplée d'habitants qui commercent avec les Japonais sans être sous leur domination. En 1768, le trappeur Ivan Chernyi installe un premier établissement russe sur l'île et, au cours des années 1770, elle est une base à partir desquelles des tentatives sont faites pour commercer avec les Japonais d'Hokkaïdo. Finalement, la colonie est détruite par un tsunami en juin 1780.
Au cours de la décennie suivant l'année 1795, un groupe de 40 Russes dirigés par Zvezdochetov établit une nouvelle colonie, appelée Slavorossiia. En 1801, des fonctionnaires du shôgunat proclament que l'île est sous la domination du Japon et incluse dans la province d'Ezo (aujourd'hui la préfecture d'Hokkaïdo). De ce fait, des tensions croissent avec les Russes établis sur Ouroup. En 1855, le traité de Shimoda y scelle brièvement la souveraineté de la Russie. La même année, une flotte franco-britannique à la recherche de la flotte impériale du Pacifique à l'occasion de la guerre de Crimée atteint le port d'Hakodate. Elle cingle ensuite vers le nord et débarque à Tavano, sur la côte orientale d'Ouroup, en prenant officiellement possession aux noms de Napoléon III et de la reine Victoria en tant qu"île de l'Alliance" et nommant un autochtone aléoute gouverneur provisoire. Le traité de Paris (1856) restitue le contrôle de l'île à la Russie.
En 1853 et 1855, trois baleiniers s'échouent à proximité ou sur l'île. La nuit du 27 au 28 avril 1853, le navire Susan venant de Nantucket est pris par les glaces et coule dans le détroit de Bussol alors qu'il tente d'entrer dans la mer d'Okhotsk. Deux hommes sont perdus, l'un se noyant et l'autre périssant dans les glaces. Les 25 autres membres d'équipage s'entassent dans deux canots et atteignent Ouroup le 29 avril, où ils passent huit jours avant d'être secourus par la barque Black Warrior venant de New London (Connecticut). Le 14 mai 1855, ce sont le King Fisher et l’Enterprise qui s'échouent sur un récif au nord-est de l'île, alors qu'ils tentent eux aussi de franchir le détroit de Bussol.

#### Annexion d'Ouroup par la Grande-Bretagne
Pour les passionnés d'événements historiques non conventionnels, il convient de noter que la Grande-Bretagne et la France avaient autrefois des intérêts territoriaux dans la région. En 1855, pendant la guerre de Crimée (1853-56), les deux nations ont pris la décision remarquable d'annexer Urup, l'une des plus grandes îles Kouriles, dans le cadre de leur politique agressive à l'encontre des établissements russes. Cette stratégie consistait à attaquer les Russes partout où ils se trouvaient, et l'océan Pacifique a été le théâtre privilégié de ces opérations.
Au début de la guerre, les deux parties étaient désireuses d'assurer leurs positions vis-à-vis du Japon, ce qui a conduit à des accords avec la Convention anglo-japonaise du 14 octobre 1854. Cet accord permettait aux navires britanniques d'accéder aux ports de Nagasaki et de Hakodate, sur l'île d'Hokkaido, pour y effectuer des réparations, y trouver de l'eau douce, des provisions et d'autres fournitures. Cet avantage stratégique a permis aux alliés d'utiliser ces ports comme bases pour lancer des attaques contre les colonies russes dans le Pacifique Nord-Ouest. C'était d'autant plus avantageux que la base la plus proche se trouvait à Hong Kong .
Simultanément, les Russes cherchent à obtenir des droits dans les ports japonais pour leurs propres navires et visent à délimiter la frontière entre les deux nations dans les Kouriles. Le traité de Shimoda, signé le 7 février 1855, y parvient en établissant la frontière entre l'île japonaise d'Iturup et l'île russe d'Urup .
Le contre-amiral Sir J. Stirling, commandant en chef de la marine dans la station de Chine, négocie ces accords et prend connaissance de la conclusion du traité de Shimoda. Afin d'éviter toute situation embarrassante, il recueille des renseignements sur les dispositions du traité afin de planifier des opérations sur les établissements russes dans les Kouriles. C'est ainsi qu'une attaque sur Urup a été lancée, dans le but de réduire une colonie russe signalée et d'établir une base navale plus solidement contrôlée par les alliés que celles accessibles au Japon.
À l'époque, l'île d'Urup était habitée par des Aïnous, avec quelques Russes et Aléoutes travaillant pour la compagnie russo-américaine. Cette compagnie, responsable du territoire russe de l'Alaska et des activités de traite des fourrures dans les Kouriles et sur la côte pacifique de la Sibérie, partageait un intérêt commun avec la Compagnie de la Baie d'Hudson. Une réunion à Londres conduit les deux compagnies à persuader leurs gouvernements respectifs d'accepter un pacte de neutralité concernant leurs établissements en Amérique du Nord, ce qui amène les Britanniques à s'abstenir d'attaquer l'Alaska pendant la guerre de Crimée.
Les opérations navales alliées dans le Pacifique pendant la guerre de Crimée ont été caractérisées par des épisodes peu glorieux et souvent farfelus, l'annexion officielle d'Urup se distinguant par un incident particulièrement curieux. La principale colonie russe de l'île était Tavano, où une force anglo-française arriva à la fin du mois d'août 1855, dirigée par le HMS Pique et le Sybille français. La décision d'affecter le capitaine F. W. E. Nicolson à cette mission était potentiellement malheureuse, compte tenu de son rôle dans l'assaut franco-britannique de l'année précédente sur Petropavlovsk, Kamchatka.
En arrivant à Urup le 26 août, les navires sont retardés pour entrer au port en raison d'un épais brouillard et de vents changeants. Nicolson, trouvant le port trop petit, jette l'ancre juste à l'extérieur et décrit le village comme étant composé de maisons en bois et d'entrepôts utilisés par les Russes, ainsi que de huttes occupées par des indigènes. Malgré l'absence de Russes, les habitants assurent Nicolson de leur départ avant l'arrivée des alliés, déduit des croix de cimetière indiquant une présence russe antérieure.
Nicolson, énergique et minutieux, entreprend un relevé hydrographique, ordonne des observations topographiques et nomme des points remarquables. L'événement central de leur séjour à Urup fut l'annexion, le 2 septembre 1855. Les détails de la procédure, conservés dans la dépêche de Nicolson, mettent en évidence la déclaration des alliés selon laquelle la Russie est privée de ses droits et la prise de possession solennelle d'Urup, une île cédée par le Japon à l'empereur russe dans le cadre du dernier traité conclu entre les deux nations.
La cérémonie d'annexion comprend des présentations d'armes, des hissages de drapeaux et des saluts, suivis de l'incendie des entrepôts et de la destruction de la batterie. Les alliés quittent Urup le lendemain à cause du brouillard, mettant fin à leurs opérations dans le Pacifique pendant la saison 1855. Le traité de Paris de 1856 restitue tous les territoires occupés aux Russes, mettant fin à la brève période où Urup faisait partie des empires coloniaux britannique et français.
En réfléchissant à cet épisode historique, il est concevable que l'insistance de Stirling sur une annexion réelle n'était pas nécessaire, étant donné la puissance maritime écrasante des alliés. Cependant, il aurait pu chercher à obtenir des résultats concrets afin de se dédouaner des échecs des autres opérations de 1855. Bien que l'annexion ait été critiquée par l'Amirauté, le Parlement et la presse, la reconnaissance détaillée et l'élimination de la présence russe étaient des opérations judicieuses en vue de préparer d'éventuels plans pour 1856. L'instruction de Stirling de prendre possession des lieux a pu être mal interprétée par le têtu Nicolson, ce qui a conduit à une cérémonie qui, bien que Gilbertienne et susceptible de remonter le moral des troupes, n'a guère servi qu'à divertir la population locale (Stephan, cit. opt.).

#### Traité de Saint-Petersbourg de 1875
Finalement, le traité de Saint-Petersbourg de 1875 transfère la souveraineté sur l'île au Japon, en même temps que le reste des Kouriles. L'île est administrée au sein du district d'Uruppu de la sous-préfecture de Nemuro. Les habitants, principalement des Aléoutes, sont transférés au Kamtchatka et remplacés par des colons japonais.

### Depuis le 20esiècle
Au cours de la Seconde Guerre mondiale, les civils sont évacués de l'île et, à la fin de la guerre, 6 000 soldats japonais y sont stationnés, dont la 129e brigade mixte indépendante, la 5e compagnie indépendante blindée, la 23e compagnie indépendante, le 80e bataillon d'aviation et la 6e unité de débarquement. Au cours de l'invasion des îles Kouriles par l'URSS en août 1945, les forces japonaises se rendent sans résistance.
À partir de cette date, l'île est occupée par les Soviétiques, qui utilisent les infrastructures militaires laissées par les Japonais. Au début des années 1950, des installations radars sont implantées à l'extrémité nord de l'île. En 1991, avec l'éclatement de l'URSS, les troupes soviétiques quittent l'île et l'aérodrome devient une cible pour des entraînements de bombardements. L'île est désormais inhabitée au sein de l'oblast de Sakhaline.